# Szlak rowerowy wokół jeziora Bodeńskiego
Szlak rowerowy wokół jeziora Bodeńskiego (niem. Bodensee-Radweg) – szlak rowerowy wytyczony wokół jeziora Bodeńskiego. Całkowita jego długość trasy to około 260 km.
Szlak przebiega przez trzy kraje : Niemcy (ok. 170 km), Szwajcarię (ok. 65 km)  i Austrię (ok. 25 km) .

## Przebieg szlaku
Trasę można rozpocząć w dowolnym punkcie, ale najbardziej popularnym miejscem rozpoczęcia jest największe miasto nad jeziorem - Konstancja.  